# یواس‌اس اس‌سی-۲۶
یواس‌اس اس‌سی-۲۶ (به انگلیسی: USS SC-26) یک زیردریایی بود که طول آن ۱۱۰ فوت (۳۴ متر) بود. این زیردریایی در سال ۱۹۱۷ ساخته شد.